# Labyrinthus (film)
Labyrinthus is een Belgische familie- en avonturenfilm die in première ging op 2 juli 2014. De film werd geregisseerd door Douglas Boswell, met muziek van Pieter Van Dessel en naar het scenario van Pierre De Clercq die ook onder meer Halfweg en Hasta la Vista schreef. 
De hoofdrollen worden vertolkt door Spencer Bogaert, Emma Verlinden,  Felix Maesschalck, Pepijn Caudron, Herwig Ilegems en Tine Embrechts.

## Verhaal
De veertienjarige Frikke ontdekt bij toeval op de Gentse Rodetorenkaai een geheimzinnige zwarte doos. Deze doos transformeert het zorgeloze leven van de puber plots in een griezelige nachtmerrie. De doos bevat een computerspel waarin enkele van zijn vrienden terechtgekomen zijn. Enkel Frikke kan hen er uit bevrijden maar moet op zoek naar een geheime code en het brein achter het computerspel. In een wedloop tegen de tijd gaat hij op zoek naar het kwade meesterbrein achter dit gemene spel en hoopt hij zo zijn vrienden te redden.

## Rolverdeling
| Acteur               | Personage      |
| -------------------- | -------------- |
| Spencer Bogaert      | Frikke/Hoedje  |
| Emma Verlinden       | Nola           |
| Pepijn Caudron       | Rudolf         |
| Felix Maesschalck    | Marko          |
| Herwig Ilegems       | Meneer Arnolds |
| Tine Embrechts       | Tilde          |
| Nell Cattrysse       | Dorien         |
| Ivan Pecnik          | Eddy/Pekk      |
| Pommelien Thijs      | Miranda        |
| Kurt Vandendriessche | Agent          |
| Kasper Vandenberghe  | Agent          |